# Campionati mondiali juniores di pattinaggio di figura 2018
I Campionati mondiali juniores di pattinaggio di figura 2018 si sono svolti a Zagabria, in Croazia, dal 5 all'11 marzo. È stata la 43ª edizione del torneo, organizzato dalla International Skating Union.

## Podi
| Evento              | Oro                                 | Argento                                  | Bronzo                                  |
| Singolare maschile  | Aleksej Erochov                     | Artur Danielian                          | Matteo Rizzo                            |
| Singolare femminile | Aleksandra Trusova                  | Alëna Kostornaja                         | Mako Yamashita                          |
| Coppie              | Dar'ja Pavljučenko / Denis Chodykin | Polina Kostjukovič / Dmitrij Jalin       | Anastasija Mišina / Aleksandr Galljamov |
| Danza               | Anastasija Skopcova / Kirill Alëšin | Christina Carreira / Anthony Ponomarenko | Arina Ušakova / Maksim Nekrasov         |